# سموم (فلم)
سموم (بالتركية: Semum) هو فيلم رعب تركي من إخراج حسان كاراجاداغ سنة 2008، الفيلم يروي قصة حقيقية عن امرأة تعيش في إزمير، بتركيا.

## القصة
يحكي الفيلم عن قصة زوجان ينتقلان إلى منزل جديد، إلا أنه في كل يوم يغادر به الزوج تحدث أمور غريبة للزوجة، لوحاتها المعلقة على الجدران، كوابيسها في النهار والليل إلى أن يتطور الأمر فيما بعد، وتبدأ الأحداث.

## روابط خارجية
- مقالات تستعمل روابط فنية بلا صلة مع ويكي بيانات